# Rhynchoedura
Genre
Rhynchoedura est un genre de gecko de la famille des Diplodactylidae.

## Répartition
Les espèces de ce genre sont endémiques d'Australie.

## Liste des espèces
Selon The Reptile Database (6 septembre 2012) :
- Rhynchoedura angusta Pepper, Doughty, Hutchinson & Keogh, 2011
- Rhynchoedura eyrensis Pepper, Doughty, Hutchinson & Keogh, 2011
- Rhynchoedura mentalis Pepper, Doughty, Hutchinson & Keogh, 2011
- Rhynchoedura ormsbyi Wells & Wellington, 1985
- Rhynchoedura ornata Günther, 1867
- Rhynchoedura sexapora Pepper, Doughty, Hutchinson & Keogh, 2011

## Publication originale
- Günther, 1867 : Additions to the knowledge of Australian Reptiles and Fishes. Annals and Magazine of Natural History, ser. 3, vol. 20, p. 45-68 (texte intégral).